# TT107
TT107 (Theban Tomb 107) è la sigla che identifica una delle Tombe dei Nobili ubicate nell’area della cosiddetta Necropoli Tebana, sulla sponda occidentale del Nilo dinanzi alla città di Luxor, in Egitto. Destinata a sepolture di nobili e funzionari connessi alle case regnanti, specie del Nuovo Regno, l'area venne sfruttata, come necropoli, fin dall'Antico Regno e, successivamente, sino al periodo Saitico (con la XXVI dinastia) e Tolemaico.

## Titolare
TT107 era la tomba di:
| Titolare     | Titolo                                                                   | Necropoli           | Dinastia/Periodo               | Note                                                          |
| ------------ | ------------------------------------------------------------------------ | ------------------- | ------------------------------ | ------------------------------------------------------------- |
| Nefersekheru | Amministratore reale della casa di Amenhotep III detta "Ra è splendente" | Sheikh Abd el-Qurna | XVIII dinastia (Amenhotep III) | sul lato nord della corte in cui s aprono la TT105 e la TT106 |

## Biografia
Nebi, Giudice, fu suo padre, Hepu sua madre.

## La tomba
La tomba, non accessibile, presenta un portico non ultimato con tre colonne ancora superstiti su una delle quali (1 in planimetria) sono riportati i titoli del defunto. Sulle pareti del portico (2) lunga lista di offerte e rituali per la festa del Nuovo Anno; dipinti non terminati di statue del defunto purificate da preti, tra cui Meryuyu, Supervisore ai lavori, e i nomi dei genitori. Sulle pareti del passaggio di accesso (3) il defunto inginocchiato e inni a Osiride, con emblemi di Anubi.

### Annotazioni
1. ↑  La numerazione dei locali e delle pareti segue quella di Porter e Moss 1927, pp. 224-225.
2. ↑  La prima numerazione delle tombe, dalla numero 1 alla 253, risale al 1913 con l’edizione del "Topographical Catalogue of the Private Tombs of Thebes" di Alan Gardiner e Arthur Weigall. Le tombe erano numerate in ordine di scoperta e non geografico; ugualmente in ordine cronologico di scoperta sono le tombe dalla 253 in poi.
3. ↑  I campi della Duat, ovvero l'aldilà egizio, si trovavano, secondo le credenze, proprio sulla riva occidentale del grande fiume.
4. ↑  Nella sua epoca di utilizzo, l'area era nota come "Quella di fronte al suo Signore" (con riferimento alla riva orientale, dove si trovavano le strutture dei Palazzi di residenza dei re e i templi dei principali dei) o, più semplicemente, "Occidente di Tebe".
5. ↑  le Tombe dei Nobili, benché raggruppate in un'unica area, sono di fatto distribuite su più necropoli distinte.
6. ↑  Le note, sovente di inquadramento topografico della tomba, sono tratte dal "Topographical Catalogue" di Gardiner e Weigall, ed. 1913 e fanno perciò riferimento alla situazione dell'epoca.
7. ↑  Si tratta del complesso abitativo e templare di Malqata.

### Fonti
1. ↑  Gardiner e Weigall 1913.
2. ↑  Donadoni 1999,  p. 115.
3. ↑  Gardiner e Weigall 1913, p. 26.
4. ↑  Gardiner e Weigall 1913, pp. 26-27.
5. ↑  Porter e Moss 1927,  p. 224.
6. ↑  Porter e Moss 1927,  pp. 224-225.